# Andrea Pirlo
Andrea Pirlo (* 19. května 1979 Flero) je italský fotbalový trenér, který naposledy trénoval italský klub Sampdoria, a bývalý profesionální fotbalista, který hrával na pozici defensivního záložníka. Svoji hráčskou kariéru ukončil v roce 2017 v dresu amerického klubu New York City FC. Mistr světa na MS 2006 a vicemistr Evropy z roku 2012 odehrál také 115 utkání v dresu italské reprezentace, ve kterých vstřelil 13 branek. Po ukončení fotbalové kariéry v roce 2020 se stal trenérem a jeho první angažmá byl klub Juventus.
Byl to klasický „špílmachr“, jeho hlavní náplní bylo tvořit hru a snažit se o překvapivé pasy (přihrávky). Často se mu to podařilo, čímž vytvoří pro útočníky gólovou šanci, z tohoto důvodu měl přezdívku „l'architetto“ (architekt). Umí také výborně zahrávat přímé volné kopy.
Podle IFFHS byl čtyřikrát mezi třemi nejlepšími záložníky roku (v letech 2006 až 2015) a také byl čtyřikrát zařazen mezi kandidáty o cenu Zlatý míč (devátý v roce 2006, pátý v roce 2007, sedmý v roce 2012 a desátý v roce 2013).
Největší úspěchy slavil v klubu AC Milán. Za 10 let vyhrál dva tituly, jednou domácí pohár a domácí superpohár, dvakrát LM i evropský superpohár a jednou Mistrovství světa klubů. Od roku 2011 do roku 2015 působil v klubu Juventus FC, se kterým vyhrál čtyři tituly, jednou domácí pohár a dvakrát domácí superpohár.
S národním týmem má odehrál celkem 116 utkání a vstřelil 13 branek. Zúčastnil se tří MS (2006, 2010 a 2014), tří ME (2004, 2008 a 2012). Má rekord v počtu utkání za Itálii U21 (37- shodný s Bardim) i branek (15- shodný s Gilardinem).

## Hráčská kariéra

### Klubová

#### Brescia
Do mládežnického klubu Brescia Calcio se dostal v roce 1992 po odehrání několika sezon v rodném městě Flero a Voluntas Brescia. Začíná hrát na postu záložník.
V sezóně 1994/95 odehrává první utkání v prvním týmu (na posledních 10 minut utkání). Utkání odehrává v 16 letech 21. května 1995 proti Reggianě (0:2). Ale s klubem sestoupil do druhé ligy.
V následující sezonu prožil v juniorce (Primavera). Stálým členem mužstva se stává v sezoně 1996/97. Odehrál už 17 utkání a vstřelil 2 branky. První branku v kariéře vstřelil do sítě Palerma (2:3). Přispěl tak k výhře ve druhé lize. Následující sezóna byla ještě lepší. odehrál už 29 utkání a vstřelil 4 branky. Tu první vstřelil 19. října 1997 proti Vicenze (4:0). Ale opět klub sestoupil do nižší ligy. Po sezoně přestoupil do slavného klubu FC Inter Milán. Celkem za Biancazzurri odehrál 49 utkání a vstřelil 6 branek.

#### Inter a hostování
Hned v prvním zápase sezony 1998/99 si odbyl premiéru za Nerazzurri. Stalo se to proti Cagliari (2:2)  19. září. Za nový klub nastoupil celkem do 32 utkání ale často ze střídačky. První utkání si zahrál i v LM, proti Realu (0:2) 16. září 1998.
V následující sezoně jej poslali na hostování do Regginy. Tady už hrál často v základní sestavě a celkem odehrál 30 utkání a vstřelil 6 branek. Po sezoně se vrátil zpět k Nerazzurri už jako vítěz ME U21.
V sezoně odehrál celkem 8 utkání a v lednu byl zapůjčen klubu ve kterém vyrůstal, Brescia Calcio. Trenér Carlo Mazzone jej postavil do záložní řady po boku Roberta Baggia. Mezi oběma hráči bylo dosaženo vynikajícího porozumění, a nakonec klub dosáhl na konci sezóny sedmé pozice, což byl vůbec nejlepší umístění. Nakonec odehrál jen 10 utkání. V dubnu si přivodil zranění.
Andrea prokázal veškerý svůj velký talent a hodnotu. Když jsme spolu hráli, vše záviselo na něm. Vždy měl velkou zásluhu na tom, že předem viděl, co se v akci může stát. Jeho vize hry, co může dělat, co může stavět, z něj dělá šampióna. Andrea má něco, co často nevidíte! (Roberto Baggio hovořil o Pirlovi v roce 2007)

#### Milán
Klub Rossoneri jej koupil za 35 miliard lir. Po dohodě s trenérem Ancelottim hrál na pozici defenzivního záložníka. Svou premiéru v dresu Rossoneri si odbyl 20. září 2001 v zápase v poháru UEFA proti celku FK BATE (2:0).. V poháru dokráčel až do semifinále když jej vyřadil klub Borussia Dortmund. První branku vstřelil v lize 30. března 2002 do sítě Parmy (3:1).
Sezóna 2002/03 byla pro hráče vítězná v LM. V soutěži nastoupil do 13 utkání a pomohl tak k vítězství nad Juventusem. Také vyhrál v domácím poháru. V lize vstřelil 9 branek (8 bylo z penalt) to bylo nejvíc v kariéře. Od této sezóny se Andrea stává lídrem záložní řady Rossoneri.
Sezona 2003/04 začala prohrou o italský superpohár na penalty. Po této porážce Rossoneri vyhráli utkání o evropský superpohár nad Portem (1:0). V prosinci nastoupil do utkání o interkontinentální pohár proti Boce. Opět na penalty prohráli. V lize slavil svůj první vítězný titul.
V následující sezoně 2004/05 obhajoba titulu nevyšla. Sezona začala vítězně v italském superpoháru nad Laziem (3:0). V LM došel do finále, kde prohráli Liverpoolem na penalty  (Andrea penaltu neproměnil).
Sezona 2005/06 byla zakončena skandálem Calciopoli. Týkalo se to i klubu Rossoneri, které skončilo v lize na 2. místě, ale kvůli skandálu končí na 3. místě. Následující sezona pro čerstvého mistra světa začala v lize odečtem osmy bodů v tabulce. Po minulé semifinálové sezoně v LM, klub Rossoneri dostává opět do finále s anglickým klubem z Liverpoolu. Poráží jej 2:1 a Andrea získal druhé vítězství v LM. Sezonu zahrál tak výborně že v anketě o Zlatý míč skončil na 5. místě.
Sezona 2007/08 začala vítězstvím v evropském superpoháru proti Seville a na konci roku také na MS klubů. Ligu ukončil na 5. místě a to znamenalo nepostup do LM. Další sezony byly neúspěšné. Odchází trenér Ancelotti do Chelsea a také Andrea má odejít do anglického klubu, ale přestup odmítl prezident Silvio Berlusconi.
V sezoně 2010/11 jej pronásledovali série zranění, celkem tak odehrál 25 utkání. Vyhrál ale ligový titul. Po sezoně již nepodepisuje novou smlouvu s Rossoneri kvůli nové roli na hřišti. Za deset sezon strávených v barvách Rossoneri odehrál celkem 401 utkání a vstřelil v nich 41 branek a získal devět trofejí.

#### Juventus
V létě 2011 zdarma přestoupil do Juventusu. Navzdory četným pochybnostem odborníků nad hráčem se nakonec Andrea stal důležitým hráčem a jeho angažovanost se ukázala jako rozhodující pro návrat na vrchol klubu Juventus FC po těžkých sezonách.
První utkání v dresu Bianconeri odehrál 11. září 2011 proti Parmě (4:1). První branku v utkání proti Catanii (3:1) 18. února 2012. V sezoně odehrál 400. utkání v lize a zakončil jí titulem. Zvítězil v anketě o nejlepšího hráče ligy. Na 4. místě se umístil v anketě o fotbalistu roku.
Sezona 2012/13 začala vítězstvím v italském superpoháru nad Neapolí. Sezonu zakončil vítězstvím (třetí v řadě) v lize. italský superpohár vyhrál i za další rok a také ligu. V LM se nedařilo a skončilo v tabulce na 3. místě zaručující se účast v EL. Postoupil do semifinále kde prohrál s portugalským klubem SL Benfica (celkem 1:2). Po sezoně byl zařazen na seznam 18 nejlepších hráčů EL.
Trenér Antonio Conte náhlé před sezonou 2014/15 odešel. Na místo něj přišel Massimiliano Allegri, právě ten trenér, který byl před třemi lety jedním z důvodů rozloučení s Rossoneri. Andrea odehrál v lize jen 20 utkání, ale i tak pomohl opět k titulu (pátý v řadě). U příležitosti jeho 36. narozenin, byl zařazen do žebříčku nejlepších deseti hráčů nad 36 let, který sestavil France Football. Následující den vyhrává italský pohár, když ve finále porazil SS Lazio. V LM se dostal do finále, ale FC Barcelona jej porazila (1:3), Ale i tak byl zařazen do All stars týmu sezony.
Po sezoně už smlouvu neprodloužil a odešel dohrát kariéru do USA. Celkem za Juventus FC odehrál 164 utkání a vstřelil 19 branek. Za čtyři roky získal sedm trofejí.

#### New York City
Dne 6. července 2015 oficiálně odešel do amerického klubu New York City FC. První utkání odehrál jako střídající hráč proti Orlandu (5:3) 26. července. První branku vstřelil v sezoně 2016 proti Philadelphii (3:2). Ve třetí sezoně odehraje jen 16 utkání kvůli častým zraněním. Po sezoně oznamuje konec hráčské kariéry. Poslední utkání odehrál v play off jako střídající hráč v poslední minutě utkání proti Columbusu (2:0). Za klub odehrál za tři roky celkem 62 utkání a vstřelil jednu branku.

### Reprezentační
Reprezentoval již v mládežnických výběrech. Byl členem týmu, jenž zvítězil na ME U21 2000 na Slovensku. Ve finále proti Česku vstřelil obě branky svého týmu a zařídil tak vítězství 2:1. Byl také vyhlášen nejlepším hráčem turnaje a se třemi góly se stal i nejlepším kanonýrem.
Na Letní olympiádě v roce 2004 v Řecku získal bronzovou medaili. V dresu seniorské reprezentace se stal v roce 2006 mistrem světa. V červnu 2013 se zúčastnil Konfederačního poháru FIFA, kde v úvodním zápase vstřelil krásný gól z přímého kopu proti Mexiku. Itálie soupeře porazila 2:1, pro Pirla to byl jubilejní stý zápas v dresu národního A-týmu.
Za národní tým nastoupil poprvé 7. září 2002 ve věku 23 let proti Ázerbájdžánu (2:0). Trenér Trapattoni si jej hodně oceňoval. Nominoval jej na ME, zde oblékl dres s číslem 21, který ho doprovázel celou kariéru.
Trenér pro MS 2006 byl jmenován Marcello Lippi a i ten na Andreu spoléhal. Na turnaji odehrál všechny zápasy a ve finále pomohl porazit Francii (1:1, 6:5 na penalty) proměněnou penaltou. Byl zvolen třetím nejlepším hráčem turnaje.
Zúčastnil i dalších turnajů (ME 2008, KP 2009 a MS 2010). Ale dalšího úspěchu se dočkal až na turnaji ME 2012 kde odehrál všech šest utkání Itálie na šampionátu při její cestě do finále. V základní skupině C to byly postupně zápasy se Španělskem (remíza 1:1, nahrával na vedoucí gól Di Natalemu), Chorvatskem (rovněž 1:1, vstřelil gól z přímého kopu) a Irskem (výhra Itálie 2:0, přihrával na vedoucí gól Antonio Cassanovi). Ve čtvrtfinále absolvoval zápas s Anglií, který se musel rozhodnout až v penaltovém rozstřelu. Andrea zakončil svůj pokus ve stylu Antonína Panenky a rozstřel skončil výsledkem 4:2 pro Italy. V semifinále byl u výhry Itálie nad mírně favorizovaným Německem 2:1. Ve finále musel se spoluhráči čelit nejlepšímu týmu turnaje Španělsku, které nakonec Itálii deklasovalo poměrem 4:0. Andrea získal s národním týmem stříbro.
Kapitánskou pásku poprvé navlékl 3. září 2010 proti Estonsku (2:1). A nosil ji i na MS 2014 konané v Brazílii. Po špatných výsledcích se reprezentace nedostalo přes skupinu do vyřazovacích bojů. Poslední utkání odehrál proti Maltě (1:0)  3. září 2015. Celkem odehrál za národní tým 116 utkání a vstřelil 13 branek.

## Trenérská kariéra
I přes to, že prohlásil na konci své fotbalové kariéry - „Nikdy nebudu trenérem“ - stal se 27. září 2018 díky získání trenérské licence UEFA A, trenérem. První zkušenost měl získat v klubu Juventus FC U23 hrající třetí ligu. Jenže 8. srpna vystřídal na lavičce prvního týmu trenéra Maurizia Sarriho. Stále mu ale chyběla licence UEFA Pro, nezbytná pro vedení klubů v 1. lize. Získal ji před začátkem sezony.

## Statistika

### Klubová
| Sezóna                  | Klub                    | Liga                    | Liga   | Liga | Ligové poháry | Ligové poháry | Ligové poháry | Kontinentální poháry | Kontinentální poháry | Kontinentální poháry | Celkem | Celkem |
| Sezóna                  | Klub                    | Soutěž                  | Zápasy | Góly | Soutěž        | Zápasy        | Góly          | Soutěž               | Zápasy               | Góly                 | Zápasy | Góly   |
| ----------------------- | ----------------------- | ----------------------- | ------ | ---- | ------------- | ------------- | ------------- | -------------------- | -------------------- | -------------------- | ------ | ------ |
| 1994/95                 | Brescia                 | Serie A                 | 1      | 0    | IP            | 0             | 0             | -                    | 0                    | 0                    | 1      | 0      |
| 1995/96                 | Brescia                 | Serie B                 | 0      | 0    | IP            | 0             | 0             | -                    | 0                    | 0                    | 0      | 0      |
| 1996/97                 | Brescia                 | Serie B                 | 17     | 2    | IP            | 1             | 0             | -                    | 0                    | 0                    | 18     | 2      |
| 1997/98                 | Brescia                 | Serie A                 | 29     | 4    | IP            | 1             | 0             | -                    | 0                    | 0                    | 30     | 4      |
| 1998/99                 | Inter                   | Serie A                 | 18     | 0    | IP            | 5+2           | 0             | LM                   | 7                    | 0                    | 32     | 0      |
| 1999/00                 | Reggina                 | Serie A                 | 28     | 6    | IP            | 2             | 0             | -                    | 0                    | 0                    | 30     | 6      |
| 2000/01                 | Inter                   | Serie A                 | 4      | 0    | IP            | 1             | 0             | LM+PU                | 2+1                  | 0                    | 8      | 0      |
| Celkem za Inter         | Celkem za Inter         | Celkem za Inter         | 22     | 0    | -             | 8             | 0             | -                    | 10                   | 0                    | 40     | 0      |
| 2001                    | Brescia                 | Serie A                 | 10     | 0    | -             | 0             | 0             | -                    | 0                    | 0                    | 10     | 0      |
| Celkem za Brescii       | Celkem za Brescii       | Celkem za Brescii       | 57     | 6    | -             | 2             | 0             | -                    | 0                    | 0                    | 59     | 6      |
| 2001/02                 | Milán                   | Serie A                 | 18     | 2    | IP            | 2             | 0             | PU                   | 9                    | 0                    | 29     | 2      |
| 2002/03                 | Milán                   | Serie A                 | 27     | 9    | IP            | 2             | 0             | LM                   | 13                   | 0                    | 42     | 9      |
| 2003/04                 | Milán                   | Serie A                 | 32     | 6    | IP+IS         | 0+1           | 0+1           | LM+ES+IP             | 9+1+1                | 1+0+0                | 44     | 8      |
| 2004/05                 | Milán                   | Serie A                 | 30     | 4    | IP+IS         | 1+0           | 0             | LM                   | 12                   | 1                    | 43     | 5      |
| 2005/06                 | Milán                   | Serie A                 | 33     | 4    | IP            | 4             | 0             | LM                   | 12                   | 1                    | 49     | 5      |
| 2006/07                 | Milán                   | Serie A                 | 34     | 2    | IP            | 4             | 0             | LM                   | 14                   | 1*                   | 52     | 3      |
| 2007/08                 | Milán                   | Serie A                 | 33     | 3    | IP            | 1             | 0             | LM+ES+MSk            | 8+1+2                | 2+0+0                | 45     | 5      |
| 2008/09                 | Milán                   | Serie A                 | 26     | 1    | IP            | 0             | 0             | PU                   | 3                    | 1                    | 29     | 2      |
| 2009/10                 | Milán                   | Serie A                 | 34     | 0    | IP            | 1             | 0             | LM                   | 8                    | 1                    | 43     | 1      |
| 2010/11                 | Milán                   | Serie A                 | 17     | 1    | IP            | 3             | 0             | LM                   | 5                    | 0                    | 25     | 1      |
| Celkem za Milán         | Celkem za Milán         | Celkem za Milán         | 284    | 32   | -             | 19            | 1             | -                    | 98                   | 8                    | 401    | 41     |
| 2011/12                 | Juventus                | Serie A                 | 37     | 3    | IP            | 4             | 0             | -                    | 0                    | 0                    | 41     | 3      |
| 2012/13                 | Juventus                | Serie A                 | 32     | 5    | IP+IS         | 2+1           | 0             | LM                   | 10                   | 0                    | 45     | 5      |
| 2013/14                 | Juventus                | Serie A                 | 30     | 4    | IP+IS         | 1+1           | 0             | LM+EL                | 5+8                  | 0+2                  | 45     | 6      |
| 2014/15                 | Juventus                | Serie A                 | 20     | 4    | IP+IS         | 2+1           | 0             | LM                   | 10                   | 1                    | 33     | 5      |
| Celkem za Juventus      | Celkem za Juventus      | Celkem za Juventus      | 119    | 16   | -             | 12            | 0             | -                    | 33                   | 3                    | 164    | 19     |
| 2015                    | New York City           | MLS                     | 13     | 0    | -             | 0             | 0             | -                    | 0                    | 0                    | 13     | 0      |
| 2016                    | New York City           | MLS                     | 32+1   | 1    | -             | 0             | 0             | -                    | 0                    | 0                    | 33     | 1      |
| 2017                    | New York City           | MLS                     | 15+1   | 0    | -             | 0             | 0             | -                    | 0                    | 0                    | 16     | 0      |
| Celkem za New York City | Celkem za New York City | Celkem za New York City | 62     | 1    | -             | 0             | 0             | -                    | 0                    | 0                    | 62     | 1      |
| Celkově                 | Celkově                 | Celkově                 | 572    | 61   | -             | 43            | 1             | -                    | 141                  | 11                   | 756    | 73     |

### Reprezentační

#### Statistika na velkých turnajích
| Reprezentace | Rok     | Zápasy             | Zápasy | Zápasy     | Zápasy           | Zápasy           | Zápasy            |
| Reprezentace | Rok     | Fáze turnaje       | Datum  | Soupeř     | Odehraných minut | Vstřelené branky | Výsledek          |
| ------------ | ------- | ------------------ | ------ | ---------- | ---------------- | ---------------- | ----------------- |
| Itálie       | OH 2000 | 1 zápas ve skupině | 13. 9. | Austrálie  | 90               | 1                | 1:0               |
| Itálie       | OH 2000 | 3 zápas ve skupině | 19. 9. | Nigérie    | 90               | 0                | 1:1               |
| Itálie       | OH 2000 | Čtvrtfinále        | 23. 9. | Španělsko  | 90               | 0                | 0:1               |
| Itálie       | ME 2004 | 2 zápas ve skupině | 18. 6. | Švédsko    | 90               | 0                | 1:1               |
| Itálie       | ME 2004 | 3 zápas ve skupině | 22. 6. | Bulharsko  | 90               | 0                | 2:1               |
| Itálie       | OH 2004 | 1 zápas ve skupině | 12. 8. | Ghana      | 90               | 0                | 2:2               |
| Itálie       | OH 2004 | 2 zápas ve skupině | 15. 8. | Japonsko   | 90               | 1                | 3:2               |
| Itálie       | OH 2004 | 3 zápas ve skupině | 18. 8. | Paraguay   | 71               | 0                | 0:1               |
| Itálie       | OH 2004 | Čtvrtfinále        | 21. 8. | Mali       | 120              | 0                | 1:0 v (prodl.)    |
| Itálie       | OH 2004 | Semifinále         | 24. 8. | Argentina  | 90               | 0                | 0:3               |
| Itálie       | OH 2004 | Zápas o 3. místo   | 27. 8. | Irák       | 90               | 0                | 1:0               |
| Itálie       | MS 2006 | 1 zápas ve skupině | 12. 6. | Ghana      | 90               | 1                | 2:0               |
| Itálie       | MS 2006 | 2 zápas ve skupině | 17. 6. | USA        | 90               | 0                | 1:1               |
| Itálie       | MS 2006 | 3 zápas ve skupině | 22. 6. | Česko      | 90               | 0                | 2:0               |
| Itálie       | MS 2006 | Osmifinále         | 26. 6. | Austrálie  | 90               | 0                | 1:0               |
| Itálie       | MS 2006 | Čtvrtfinále        | 30. 6. | Ukrajina   | 68               | 0                | 3:0               |
| Itálie       | MS 2006 | Semifinále         | 4. 7.  | Německo    | 120              | 0                | 2:0 v (prodl.)    |
| Itálie       | MS 2006 | Finále             | 9. 7.  | Francie    | 120              | 0                | 1:1 (6:5 na pen.) |
| Itálie       | ME 2008 | 1 zápas ve skupině | 9. 6.  | Nizozemí   | 90               | 0                | 0:3               |
| Itálie       | ME 2008 | 2 zápas ve skupině | 13. 6. | Rumunsko   | 90               | 0                | 1:1               |
| Itálie       | ME 2008 | 3 zápas ve skupině | 17. 6. | Francie    | 55               | 1                | 2:0               |
| Itálie       | MS 2010 | 3 zápas ve skupině | 24. 6. | Slovensko  | 34               | 0                | 2:3               |
| Itálie       | ME 2012 | 1 zápas ve skupině | 10. 6. | Španělsko  | 90               | 0                | 1:1               |
| Itálie       | ME 2012 | 2 zápas ve skupině | 14. 6. | Chorvatsko | 90               | 1                | 1:1               |
| Itálie       | ME 2012 | 3 zápas ve skupině | 18. 6. | Irsko      | 90               | 0                | 2:0               |
| Itálie       | ME 2012 | Čtvrtfinále        | 24. 6. | Anglie     | 120              | 0                | 0:0 (4:2 na pen.) |
| Itálie       | ME 2012 | Semifinále         | 28. 6. | Německo    | 90               | 0                | 2:1               |
| Itálie       | ME 2012 | Finále             | 1. 7.  | Španělsko  | 90               | 0                | 0:4               |
| Itálie       | MS 2014 | 1 zápas ve skupině | 15. 6. | Anglie     | 90               | 0                | 2:1               |
| Itálie       | MS 2014 | 2 zápas ve skupině | 20. 6. | Kostarika  | 90               | 0                | 0:1               |
| Itálie       | MS 2014 | 3 zápas ve skupině | 24. 6. | Uruguay    | 90               | 0                | 0:1               |

#### Reprezentační branky
Góly Andrey Pirla za A-mužstvo Itálie

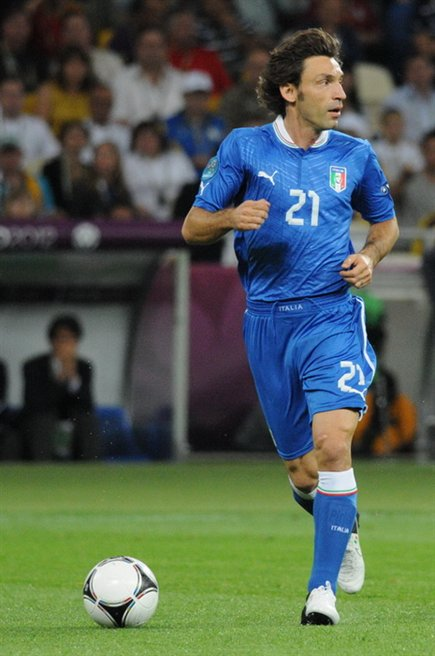
Andrea Pirlo v reprezentačním dresu na EURU 2012

| Gól | Datum        | Stadion                                       | Soupeř          | Skóre (min.) | Výsledek | Soutěž                       |
| --- | ------------ | --------------------------------------------- | --------------- | ------------ | -------- | ---------------------------- |
| 010 | 30. 5. 2004  | Radès, Tunisko                                | Tunisko         | 00:3 0(85.)  | 0:4      | přátelský zápas              |
| 02  | 26. 3. 2005  | Stadio Giuseppe Meazza, Milán, Itálie         | Skotsko         | 01:0 0(35.)  | 2:0      | kvalifikace na MS 2006       |
| 03  | 26. 3. 2005  | Stadio Giuseppe Meazza, Milán, Itálie         | Skotsko         | 02:0 0(85.)  | 2:0      | kvalifikace na MS 2006       |
| 04  | 17. 8. 2005  | Lansdowne Road, Dublin, Irsko                 | Irsko           | 00:1 0(10.)  | 1:2      | přátelský zápas              |
| 05  | 12. 6. 2006  | AWD-Arena, Hannover, Německo                  | Ghana           | 01:0 0(40.)  | 2:0      | MS 2006                      |
| 06  | 13. 10. 2007 | Stadio Luigi Ferraris, Janov, Itálie          | Gruzie          | 01:0 0(44.)  | 2:0      | kvalifikace na Euro 2008     |
| 07  | 17. 6. 2008  | Letzigrund, Curych, Švýcarsko                 | Francie         | 00:1 0(25.)  | 0:2      | Euro 2008                    |
| 08  | 28. 3. 2009  | Podgorica, Černá Hora                         | Černá Hora      | 00:1 0(11.)  | 0:2      | kvalifikace na MS 2010       |
| 09  | 7. 9. 2010   | Stadio Artemio Franchi, Florencie, Itálie     | Faerské ostrovy | 05:0 0(90.)  | 5:0      | kvalifikace na Euro 2012     |
| 10  | 14. 6. 2012  | Městský stadion, Poznaň, Polsko               | Chorvatsko      | 01:0 0(39.)  | 1:1      | Euro 2012                    |
| 11  | 12. 10. 2012 | Stadion Hrazdan, Jerevan, Arménie             | Arménie         | 00:1 0(11.)  | 1:3      | kvalifikace na MS 2014       |
| 12  | 31. 5. 2013  | Stadio Renato Dall'Ara, Bologna, Itálie       | San Marino      | 03:0 0(50.)  | 4:0      | přátelský zápas              |
| 13  | 16. 6. 2013  | Estádio do Maracanã, Rio de Janeiro, Brazílie | Mexiko          | 00:1 0(27.)  | 1:2      | Konfederační pohár FIFA 2013 |

## Úspěchy

### Hráčské

#### Klubové

##### Národní
- vítěz italské ligy (6x)

Milán: 2003/04, 2010/11

Juventus: 2011/12, 2012/13, 2013/14, 2014/15
- vítěz 2. italské ligy (6x)

Brescia: 1996/97
- vítěz italského poháru (2x)

Milán: 2002/03

Juventus: 2014/15
- vítěz italského superpoháru (3x)

Milán: 2004

Juventus: 2012, 2013

##### Kontinentální
- vítěz Ligy mistrů UEFA (2x)

Milán: 2002/03, 2006/07
- vítěz Superpoháru UEFA (2x)

Milán: 2003, 2007
- vítěz Mistrovství světa ve fotbale klubů (1x)

Milán: 2007

#### Reprezentační
- 3× na MS (2006 – zlato, 2010, 2014)
- 3× na ME (2004 2008, 2012 - stříbro)
- 2× na ME 21 (2000 – zlato, 2002 – bronz)
- 2× na OH (2000, 2004 – bronz)
- 1× na konfederačním poháru (2009)

### Trenérské
- vítěz italského poháru (1x)

Juventus: 2020/21
- vítěz italského superpoháru (1x)

Juventus: 2020

### Individuální
- 1× nejlepší střelec na ME U21 (2000 – 3 góly)
- 1× nejlepší hráč na ME U21 (2000)
- All Stars Team MS (2006)
- All Stars Team ME (2012)
- Tým roku podle UEFA – 2012[102]
- All Stars Team LM (2014/15)
- All Stars Team EL (2013/14)
- All Stars Team FIFPro (2006)
- Nejlepší jedenáctka podle ESM – 2011/12[103]
- Tým roku Serie A – 2011/12,[104] 2012/13,[105] 2013/14,[106] 2014/15[107]
- Nejlepší hráč Serie A (2012, 2013, 2014)
- vítěz ankety Guerin d'oro (2012)
- Uveden do síně slávy Italského fotbalu (2019)
- Zlatý míč - nejlepší tým (2020)

### Vyznamenání
Řád zásluh o Italskou republiku (27.9. 2004) z podnětu Prezidenta Itálie
 Zlatý límec pro sportovní zásluhy (23.10. 2006)
 Řád zásluh o Italskou republiku (12.12. 2006) z podnětu Prezidenta Itálie

## Autobiografie
V dubnu 2014 vyšla jeho autobiografická kniha I Think, Therefore I play (česky Myslím, tedy hraji - parafráze známého výroku „Myslím, tedy jsem“ francouzského filosofa René Descartese), v níž shrnuje zajímavosti ze své fotbalové kariéry. Přiznává v ní mj. obrovské zklamání po prohraném finále Ligy mistrů 2004/05 proti anglickému klubu Liverpool FC, kde AC Milán ztratil po poločase tříbrankové vedení a nakonec podlehl v penaltovém rozstřelu.